# Augyles nebulosus
Augyles nebulosus is een keversoort uit de familie oevergraafkevers (Heteroceridae). De wetenschappelijke naam van de soort is voor het eerst geldig gepubliceerd in 1890 door Kuwert.